# Werner von Trapp
Werner von Trapp (Zell am See (Oostenrijk),  21 december 1915 - Waitsfield (Vermont), 11 oktober 2007) was een Amerikaanse zanger van Oostenrijkse komaf.
Hij was de op een na oudste zoon van Georg Ludwig von Trapp en Agathe Whitehead von Trapp. Tezamen met zijn zes broers en zusters, zijn vader en zijn stiefmoeder Maria Augusta Trapp trad hij op in de groep de Zingende familie von Trapp.

## Levensloop
Na een muziekopleiding aan het Mozarteum in Salzburg, waar hij in de dertiger jaren de cello leerde bespelen, leerde hij daarna ook componeren en arrangeren. In het familiekoor van de Von Trapps zong hij de tenorpartij. In 1938 vluchtte de familie Von Trapp, na de Oostenrijkse aansluiting bij Duitsland, naar de Verenigde Staten en  daar startte hij zijn succesvolle muzikale carrière. Nadat de familie was gestopt met optredens begon Werner een Community School of Music in Reading, Pennsylvania.
Werner von Trapp werd tot Amerikaans staatsburger genaturaliseerd en vocht in de Tweede Wereldoorlog voor het Amerikaanse leger. Daarna werd hij boer. Uiteindelijk trok hij zich volledig terug in Waitfield, Vermont.
In de film „Die Trapp-Familie“ (1956), specifiek de "Trapp Familie in Amerika" (1958), werd Von Trapp door Michael Ande gespeeld. In de Hollywoodfilm The Sound of Music uit (1965) werd Werner von Trapp als het personage "Kurt" door Duane Chase gespeeld.
Hij leefde 58 jaar samen met zijn vrouw Erika Klambaue (16.1.1922-18.1.2018), met wie hij in 1948 trouwde en was grootvader van Sofia, Melanie, Amanda en Justin, die zich in de huidige samenstelling van de zingende Trappfamilie, de "Trappkinderen" noemen.
Werner von Trapp overleed op 91-jarige leeftijd in zijn huis in Waitsfield.